# Garra cyrano
Garra cyrano är en fiskart som beskrevs av Maurice Kottelat 2000. Garra cyrano ingår i släktet Garra och familjen karpfiskar. IUCN kategoriserar arten globalt som otillräckligt studerad. Inga underarter finns listade i Catalogue of Life.